# Siglo VIII a. C.

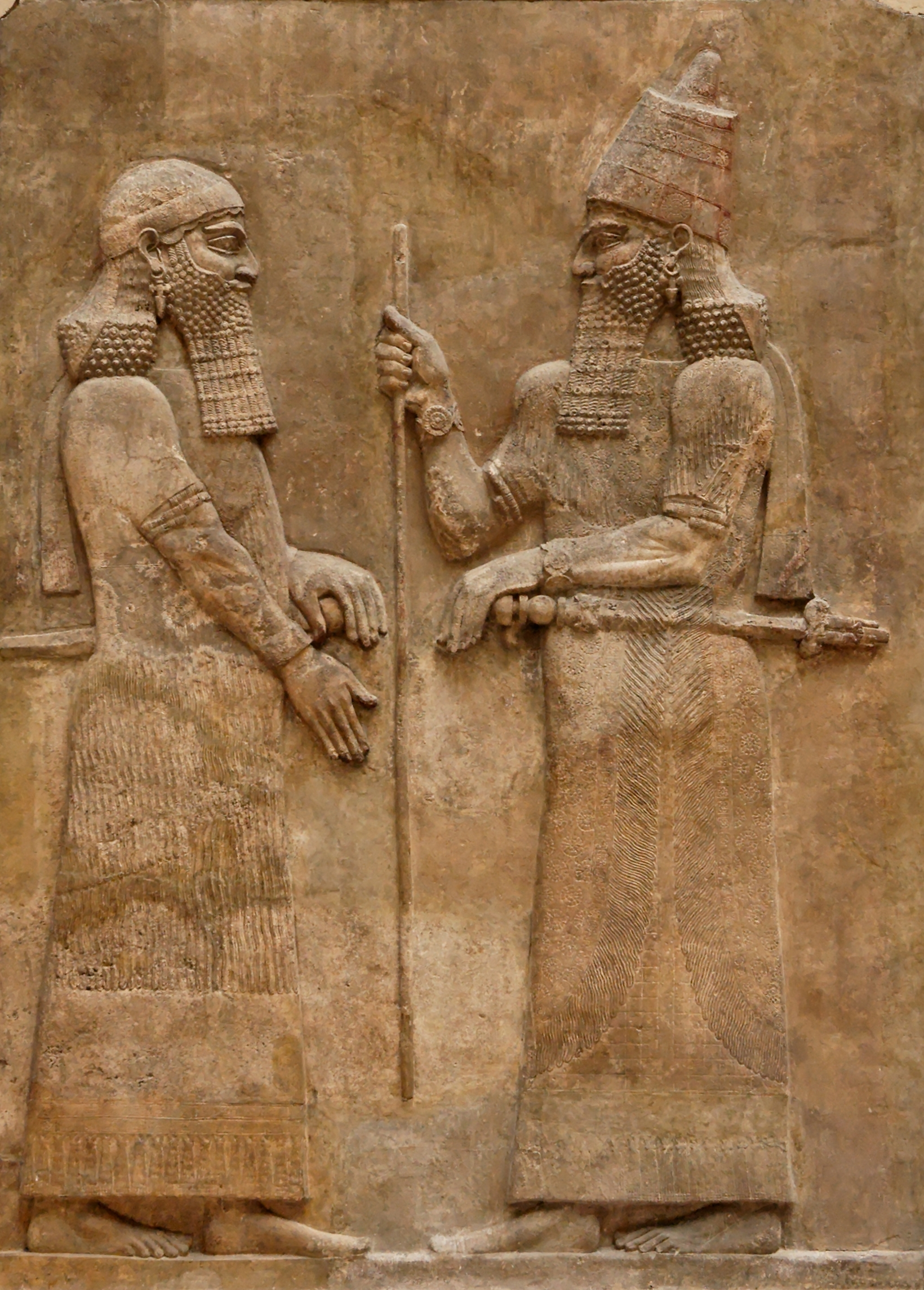
El rey asirio Sargón II con un dignatario.

El siglo VIII a. C. o siglo VIII a. e. c. (siglo octavo antes de la era común) comenzó el 1 de enero del 800 a. C. y terminó el 31 de diciembre del 701 a. C.

## Características delsigloVIIIa.C.
El siglo VIII antes de Cristo fue un periodo de grandes cambios en las civilizaciones.
En Egipto corresponde a las dinastías XXII, XXIII, XXIV y XXV cuyos soberanos (excepto los de la XXIV) eran de origen extranjero; libio (dinastías XXII y XXIII) y kushita o etíope (dinastía XXV). 
El Imperio neoasirio alcanza el pico de su poder, conquistando varios países vecinos, entre ellos el reino de Israel.
Grecia coloniza otras regiones del mar Mediterráneo y el mar Negro.
La civilización etrusca se expande por Italia.
Convencionalmente se toma este siglo octavo como el principio de la Antigüedad clásica, con la primera Olimpiada festejada en el 776 a. C. En esta época se cree que fueron compuestos los textos épicos de Homero (la Ilíada y la Odisea).
En China se registra un eclipse solar histórico en el año 780 a. C.
En la India —en plena Edad de Hierro— comienza la cultura de la cerámica negra pulida norteña, de baja tecnología y producción de armas de hierro. Esta cultura es una de las candidatas de haber sido la cultura védica.

## Acontecimientos

### Grecia
- Se forma la cultura Griega.
- La civilización helénica coloniza el Mediterráneo y el Mar Negro.
- Constitución política de Esparta alrededor de los siglos VIII-VII a. C., atribuida a Licurgo.
- 797 a. C.: Tespios, rey de Atenas, muere tras reinar 27 años. Le sucede su hijo Agamestor.
- 778 a. C.: Agamestor, rey de Atenas, muere después de un reinado de 17 años y es sucedido por su hijo Esquilo de Atenas.
- Época Arcaica en Grecia (776-500 a. C.)
- 776 a. C.: fecha en que Diodoro Sículo (del siglo I a. C.) fijó retrospectivamente los primeros Juegos Olímpicos.
- 755 a. C.: Esquilo, rey de Atenas, muere tras reinar 23 años. Le sucede Alcmeón.
- Nace Homero
- 753 a. C.: el rey de Atenas Alcmeón muere después de un reino de dos años. Es reemplazado por Harops, elegido por un mandato de diez años.
- Mediados del siglo VIII a. C.: de esta época data un modelo en terracota del templo de Hera (en Argos). Este modelo se encuentra en el Museo Nacional de Arqueología (Atenas).
- Hacia mediados de siglo, los griegos habían adaptado el alfabeto fenicio a su propio idioma, y posiblemente no mucho después, la Ilíada y la Odisea que hasta ahora se habían transmitido oralmente, probablemente pasaran a ser escritos.[1]
- 736 a. C.: Grecia conquista la isla de Malta, convirtiéndola en colonia.
- 734 a. C.: Naxo (en Sicilia) es fundada como colonia de Calcis en Eubea (fecha tradicional). Fundación de Siracusa, también en Sicilia.
- 733 a. C.: los corintios fundan Córcira.
- 724 a. C.: en las Olimpíadas se inaugura la carrera del diaulo.
- A finales del siglo, primera guerra mesenia en Esparta; en 724 a. C., Esparta conquista Mesenia.
- 706 a. C.: en el sur de Italia, inmigrantes espartanos fundan Taras (Tarentum), la moderna Tarento.

### Roma

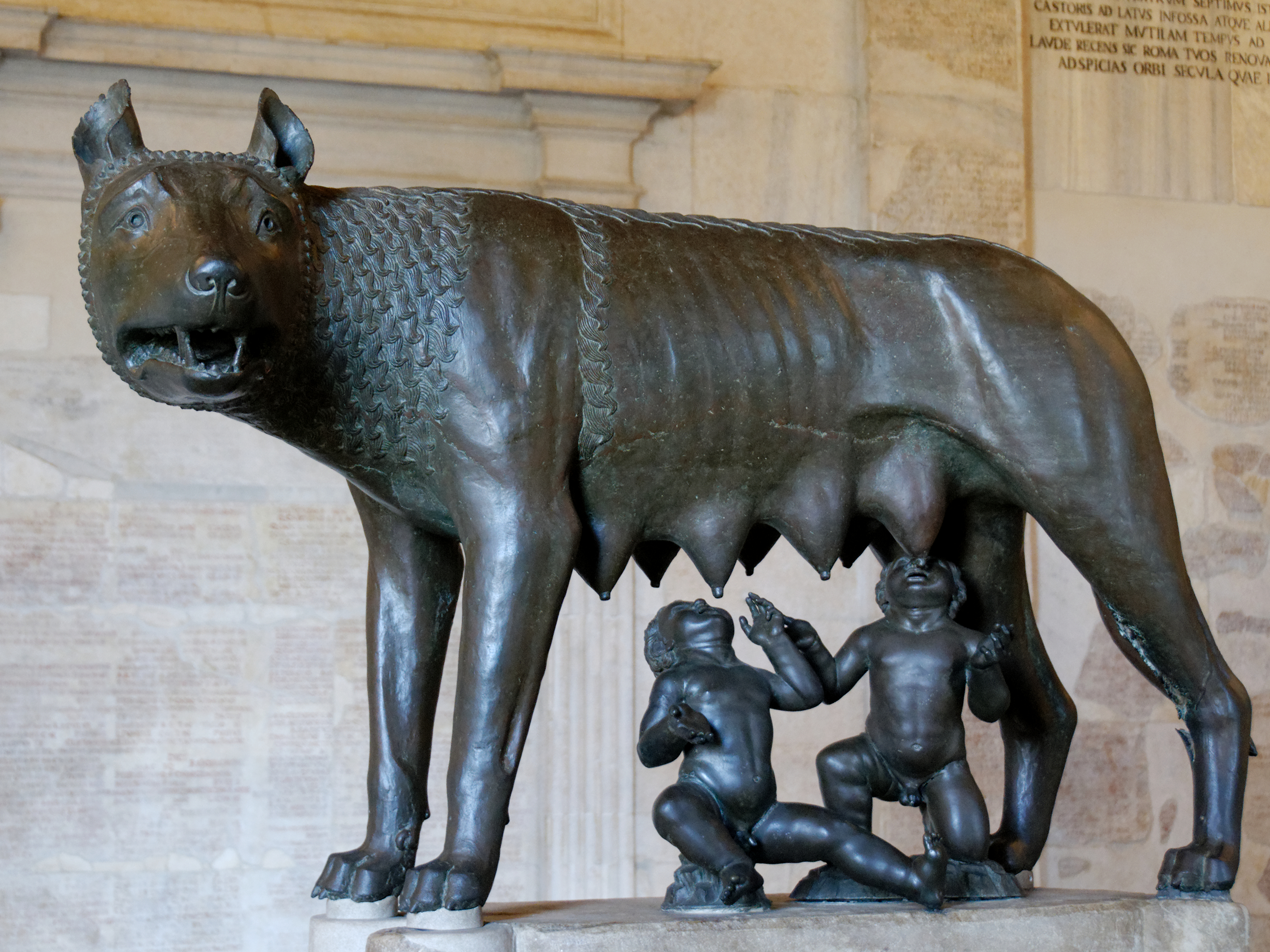
Luperca amamantando a los gemelos Rómulo y Remo, fundación de Roma.

- En el norte de Italia se termina la cultura de Villanova; comienza la civilización etrusca.
- 771 a. C.: en el centro de la actual península italiana, según la tradición nacen Rómulo y Remo. Rómulo será el tradicional fundador de Roma.
- 753 a. C. (21 de abril): fecha de comienzo del calendario ab urbe condita (según la leyenda, Rómulo fundó Roma en esta fecha).

- 745 a. C.: fin de la Diarquía en el Gobierno de Roma, integrada por Rómulo y Tito Tacio, tras la muerte de este.
- 716 a. C.: según la leyenda romana este año Rómulo terminó su mandato.
- 715 a. C.: Numa Pompilio se convierte en rey de Roma.
- 713 a. C.: Numa Pompilio reforma el calendario romano.
- 712 a. C.: Numa Pompilio crea el puesto de Pontifex Maximus.

- Los romanos comienzan a emplear una mezcla de cáscara de huevo y residuos de conchas como pasta dental primitiva.[cita requerida]

### Península ibérica
- Edad de Hierro en la península ibérica.
- Perdura la civilización tartésica, en su período orientalizante, expandiéndose hacia Extremadura y la Alta Andalucía. Entre el 800 y el 650 a. C. se desarrollan las estelas decoradas del suroeste. Entre el 750 y el 700 a. C. se desarrolla el "período medio" de Tartesos.
- Instalación de los fenicios, que abarca hasta el siglo VI a. C.. Los primeros asentamientos acreditados arqueológicamente sucedieron entre el 800 y el 775 a. C., y se sitúan en el litoral meridional de la península (costas de Málaga y Granada: los Toscanos 725-700 a. C., Chorreras, el Morro de Mezquitilla o Almuñécar) y levantino (ciudad portuaria fenicia La Fonteta). Con ellos llegan a la península las primeras cerámicas griegas.
- 776 a. C. (fecha legendaria): en la actual provincia de Gerona se funda la aldea de Rosas.[2] En realidad la aldea se fundó en el siglo IV a. C..
- 760-740 a. C.: en la península ibérica empieza a producirse cerámica tiria.
- Antes de 750 a. C.: asentamiento fenicio de Morro de Mezquitilla, el más antiguo en la península ibérica.
- Etapa precolonización griega, que llega hasta el siglo VII a. C., con testimonios en yacimientos del Sur y el Sureste, junto con yacimientos fenicios. Se calcula que uno de los primeros asentamientos griegos, Mainake, se fundó en torno al 750 a. C.
- 750 a. C.: en la península ibérica —en el marco de la Primera Edad del Hierro— se produce una evolución autóctona de la cultura de los campos de urnas.
- 725/700 - 675/650: cultura protoibérica en la península.
- Finales del siglo VIII − principios del VII a. C.: en Málaga se crean los yacimientos de la Necrópolis de Trayamar.
- Hacia el 700 a. C.: en Galicia y el norte de Portugal se desarrolla la cultura castreña (castros: fortificaciones). Aparición del hierro.
- En la actual Málaga (en el sur de España) los fenicios fundan Málaka.

### Resto de Europa
- Influencia traco-cimeria, cimerios, en Europa Central.
- 700 a. C.: los escitas empiezan a ocupar las áreas de Cimeria, desplazando gradualmente a los habitantes previos.

### Egipto
- 773 a. C.: en Egipto muere el faraón Sheshonq III.
- 750 a. C.: comienza la dinastía XXV de Egipto, que durará hasta el 656 a. C.
- 730 a. C.: finalizan las dinastías XXII y XXIII de Egipto; comienza la XXIV, que durará hasta el 715 a. C.
- 730 a. C.: Piye sucede a su padre Kashta como rey del reino nubio de Napata.
- 730 a. C.: Osorkon IV sucede a Sheshonq IV como rey de dinastía XXII de Egipto.
- 728 a. C.: Piye invade Egipto, conquista Menfis, y recibe la sumisión de los líderes del Delta del Nilo. Él funda la dinastía XXV de Egipto.

### Asia
- Asiria conquista Damasco y Samaria.
- Fines del siglo VIII a. C. (710 a. C. aproximadamente): en Kalhu (actual Nimrud, en Irak) se fabrican los aretes, las coronas y las rosetas (que se encontraron en 1988 en la tumba de la reina Yabay. Fueron destruidas o robadas del museo de Irak (Bagdad) por el ejército estadounidense.
- c. siglo VIII a. C.: se fabrica el spinning ("hilado") de mujer, en Susa (actual Shush, en Irán). Actualmente se encuentra representación en el museo del Louvre (París).
- 797 a. C.: Ardis I se convierte en rey de Lidia.
- 783 a. C.: Salmanasar IV sucede a su padre Adad-nirari III como rey de Asiria.
- 782 a. C.: por orden del rey Argishti I de Urartu se funda la aldea de Erebuni (Էրեբունի) (actual Ereván (capital de Armenia).
- 782 a. C.: muerte de Zhou Xuanwang, rey de la dinastía Zhou (1122-256 a. C.) de China.
- 781 a. C.: Zhou Youwang se convierte en rey de la dinastía Zhou.
- 780 a. C.: en China se registra el primer eclipse solar histórico.
- 774 a. C.: finaliza el reino de Pigmalión de Tiro.
- 774 a. C.: en Tiro (Líbano) termina el reinado de Pigmalión.
- 773 a. C.: en Asiria, Ashurdan III sucede a su hermano Salmanaser IV como rey.
- 772 a. C.: en China se funda la dinastía Zhou oriental.
- 771 a. C.: en China termina la dinastía Zhou cuando nómadas quanrong del oeste, junto con vasallos de Zhou saquean la capital Haojing y matan al monarca, el rey You de Zhou. El príncipe heredero Ji Yijiu escapa y reina como Rey Ping de Zhou.
- 770 a. C.: en China comienza la dinastía Zhou oriental (1122-256 a. C.) cuando el rey Ping de Zhou se convierte en el primer rey de los Zhou que reina en la nueva capital, Chengzhou (hoy Luoyang).
- 763 a. C. (15 de junio): en Oriente Próximo se registra un eclipse solar usado actualmente para establecer la cronología del Antiguo Oriente Próximo. «En aquel día ―dice el Señor Soberano― haré que el Sol se ponga al mediodía y que en pleno día se oscurezca la Tierra» (Libro de Amós, 8.9).[3]
- 759 a. C. (7 de octubre): en la zona de Galilea, Samaria, Jerusalén (Israel) y Jordania sucede un terremoto de magnitud 7,3 en la escala sismológica de Richter deja un saldo de «muchos muertos» (varios miles).[4] Se registra como el «terremoto del rey leproso Ozías».
- 756 a. C.: fundación de Cízico.
- 755 a. C. (entre el 760 y el 750 a. C.): en la zona de Jerusalén (Israel) y Líbano sucede un terremoto que genera un tsunami en la costa del mar Mediterráneo.[4]
- 755 a. C.: Ashur-nirari V sucede a Ashurdan III como rey de Asiria.
- 750 a. C.: los medos se establecen en el actual Irán, venciendo a los persas (pero sin conquistarlos).
- 747 a. C., 26 de febrero: Nabonasar se convierte en rey de Asiria.
- 747 a. C.: Meles se convierte en rey de Lidia.
- 745 a. C.: en la zona de Israel y Jordania sucede un terremoto que deja un saldo de «miles de muertos».[4]
- 745 a. C.: la corona de Asiria es usurpada por Pul, quien adopta el nombre de Tiglat-Pileser III.
- 743 a. C.: el duque Zhuang del estado chino de Zheng sube al poder.
- 743 a. C.: Batalla de Kishtan, Tiglatpileser III de Asiria contra Sardur II de Urartu.
- 740 a. C.: Tiglath-Pileser III conquista la ciudad de Arpad (en Siria) después de dos años de sitio.
- 739 a. C.: Hiram II se convierte en rey de Tiro.
- 738 a. C.: el rey Tiglath-Pileser III de Asiria invade Israel, forzándolo a pagar tributo.
- 736 a. C.: Acaz comienza a reinar (16 años) sobre Judá.
- 732 a. C.: Oseas se convierte en el último rey de Israel.
- 730 a. C.: Matán II sucede a Hiram II como rey de Tiro.
- 730 a. C.: en la zona de Israel y Jordania sucede un terremoto que deja un saldo de «muchos muertos» (varios miles).[4]
- 727 a. C.: Babilonia se independiza de Asiria.
- 724 a. C.: los asirios comienzan un sitio de cuatro años contra Tiro.
- 722 a. C.: caída del Reino del Norte (o de Israel). El rey de Asiria se apodera de Samaria y parte de sus habitantes son deportados a Asiria.
- 722 a. C.: comienza el Periodo primavera y otoño de la historia de China: el rey Ping de Zhou de la dinastía Zhou reina solo de nombre.
- 722 a. C.: el rey asirio Sargón II conquista el reino de Israel.
- 721 a. C.: los asirios invaden Israel. Los amonitas huyen hacia el desierto.
- 720 a. C.: se inicia la recolección de la primera Biblioteca de Sargón II en Asiria descubierta en 1847
- 720 a. C.: termina el sitio asirio contra Tiro.
- 720-710 a. C.: Expediciones de Sargón II en Babilonia contra el caldeo Marduk-apla-iddina.
- 719 a. C.: el rey Huan de Zhou de la dinastía Zhou (1122-256 a. C.) se convierte en rey de China.
- 718 a. C.: Giges se vuelve rey de Lidia.
- 717 a. C.: Sargón II funda la nueva capital de Asiria, en Dur-Sharrukin.
- 717 a. C.: el rey asirio Sargón conquista el fuerte hitita de Carchemish.
- 714 a. C.: Sargón II derrota de al rey Rusa de Urartu y saquea todo el país.
- 13 de febrero del 711 a. C.: Nace en Takachiho, Japón, el Emperador Jinmu, primer emperador de su país.
- 710 a. C. aprox.: Judá, Tiro y Sidón se rebelan contra Asiria.
- 705 a. C.: Senaquerib sucede a su padre Sargón II como rey de Asiria.
- 704 a. C.: Senaquerib muda la capital de Asiria a Nínive.
- 701 a. C.: el rey Ezequías de Judá, se rebela contra el rey Senaquerib de Asiria. Este saquea 46 ciudades sin llegar a tomar Jerusalén.
- 700 a. C.: Tiro se rebela contra Asiria y forma un estado independiente.
- En la India se compone en este siglo (o en el siguiente) el texto de la Brijad-araniaka-upanishad (posiblemente la primera de las Upanishád, escrituras sagradas del hinduismo), que con su doctrina vedānta contradicen las doctrinas contenidas en el sagrado texto Rig-veda (de finales del segundo milenio a. C.), que viene siendo memorizado por varias escuelas sacerdotales (sakha: ‘ramas’) en comentarios bráhmana.

## Personas relevantes
- 760 a. C.: muere Argishti I de Urartu.
- 760 a. C.: muere Amasías de Judá.
- 760 a. C.: muere Arquelao de Esparta.
- 760 a. C.: mueren Marduk-apla-usur y Eriba-Marduk, reyes de Babilonia.
- 760 a. C.: muere Rivallo, el legendario rey de los britones.
- 750 a. C.: Alara funda el Reino de Kush.
- Osorkon III, faraón de la dinastía XXII de Egipto (787-759 a. C.)
- Takelot III, faraón de la dinastía XXIII de Egipto (764-757 a. C.)
- Rudamon, faraón de la dinastía XXIII de Egipto (757-754 a. C.)
- Niumateped, rey de los libios (775-750 a. C.)
- Titaru, rey de los libios (758-750 a. C.)
- Ker, rey de los libios (750-745 a. C.)
- Midas (rey de Frigia).
- c. 740 a. C.: Rómulo y Remo.
- Sheshonq V, faraón de la dinastía XXII de Egipto (767–730 a. C.)
- Tiglatpileser III (744-724 a. C.), rey asirio, fundador del Imperio neoasirio.
- 725 a. C.: Bakenrenef (también conocido como Boccoris) sucede a su padre Tafnajt como rey de la dinastía XXIV de Egipto.
- Salmanasar V (reinó entre el 727 y el 722 a. C.), rey asirio.
- 720 a. C.: en China muere Zhou Pingwang, rey de la dinastía Zhou.
- 715 a. C.: en Egipto muere Osorkon IV; termina la dinastía XXII.
- Acaz, rey de Judá (735-715 a. C.).
- Iuput, faraón de la dinastía XXIII de Egipto (754-715 a. C.)
- Sargón II (721-705 a. C.), rey de Asiria.
- Shabako (gobernó 716 a 702 a. C.), rey de la dinastía XXV de Egipto. En 720 a. C. asesina a Bakenrenef (Boccoris), acabando con la dinastía XXIV de Egipto.
- Ezequías del reino de Judá (reinó entre 715 y 687 a. C.)
- Senaquerib, rey de Asiria y conquistador de Babilonia (705-681 a. C.)
- Homero, escritor griego. (Se desconoce la fecha exacta; generalmente es datado entre mediados y fines del siglo VIII a. C.).
- Hesíodo, escritor griego.
- 713 a. C.: nace el semilegendario Zamolxis, en Dacia.